# Diplophyllum apiculatum
Diplophyllum apiculatum är en bladmossart som först beskrevs av Alexander William Evans, och fick sitt nu gällande namn av Franz Stephani. Diplophyllum apiculatum ingår i släktet veckmossor, och familjen Scapaniaceae. Inga underarter finns listade i Catalogue of Life.